# Пухлина кістки

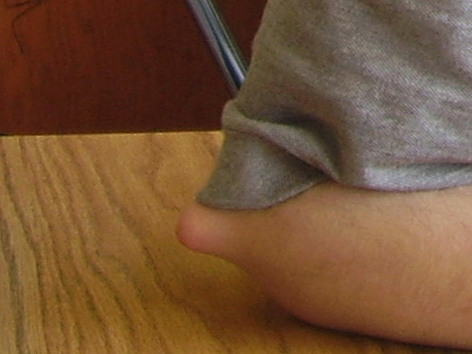
Пухлина кістки руки

Пухлина кістки — загальна назва для новоутворень у тканинах кістки.

## Види
Розрізняють доброякісні та злоякісні пухлини. Злоякісні пухлини у побуті називають раком кістки.

### Доброякісні
- Хондрома
- Хондробластома
- Хондроміксоїдна фіброма
- Остеоїд-остеома
- Остеома
- Остеобластома
- Остеокластома
- Остеохондрома

### Злоякісні
- Остеогенна саркома
- Паростальна саркома
- Саркома Юінга
- Хондросаркома
- Юкстакортикальна хондросаркома
- Мезенхімальна хондросаркома
- Ретикулосаркома кістки
- Лімфосаркома кістки

## Характеристика
Доброякісним новоутворенням притаманні чіткі межі, поступове зростання, правильне положення, відсутність метастазів і рецидивів, а також здатність поступово модифікуватися в ракові новоутворення.
Злоякісні пухлини характеризуються метастазами, частими рецидивами, активним ростом і розмноженням ракових клітин, а також в розповсюдженням на сусідні тканини. Можуть призвести до летального результату хворого.

## Симптоми
Симптоми злоякісних кісткових пухлин:
- Біль.
- Поява припухлості, деформації.
- Обмеження рухливості, кульгавість при ураженні кістки на нозі, часті переломи (крихкість кісток).
- Загальні ознаки онкологічного процесу.

Найхарактернішим проявом пухлини вважається біль, який стає постійним, особливо турбує вночі, ниючий або пульсуючий, що виходить з глибини тканин. Прийом анальгетиків не приносить бажаного результату, а напади стають тільки інтенсивнішими. Фізичне навантаження, ходьба при ураженні стегнової, великої чи малої гомілкової кістки призводять до посилення хворобливих відчуттів, обмеження рухливості в суглобах і появи кульгавості. Підвищене навантаження на кістки кінцівок чи хребет сприяє виникненню так званих патологічних переломів в зоні росту новоутворення.
Зі збільшенням обсягу пухлинної тканини, з'являється набряк, збільшення розмірів ураженої кістки і деформація. Саркоми кісток схильні до швидкого зростання, тому набряк можна виявити вже через кілька тижнів від початку захворювання. У деяких випадках вдається промацати і саму пухлину.
При прогресуванні онкологічного процесу, з'являються ознаки пухлинної інтоксикації у вигляді слабкості, зниження працездатності, втрати ваги, гарячки. При деяких видах пухлин можливі місцеві реакції у вигляді почервоніння і підвищення температури шкіри (саркома Юінга).
Кісткові саркоми можуть призвести до здавлення нервових стовбурів і великих судин, наслідком чого стає виражений венозний судинний малюнок, набряк м'яких тканин і сильні болі по ходу уражених нервів. Здавлення корінців спинного мозку загрожує втратою чутливості, парезом і навіть паралічем окремих груп м'язів.
Ураження саркомою кісток черепа небезпечне ушкодженням структур мозку, а локалізація новоутворення в скроневій області може призвести до втрати слуху. Найчастіше серед злоякісних пухлин в районі голови діагностуються остеогенна саркома і саркоми Юінга. При ураженні щелеп порушується їхня рухомість, тому мова і прийом їжі можуть бути ускладнені.

## Діагностика
При найменшій підозрі на пухлину кістки, пацієнт повинен звернутися до лікаря, так як рання діагностика і, відповідно, ранній початок лікування, можуть мати вирішальне значення у прогнозі захворювання.
Діагностування починається з лікарського огляду. Доктор уважно промацує місце передбачуваної пухлини. Перевіряє рухливість прилеглих суглобів і, якщо у лікаря виникає підозра про вторинне походження пухлини, можливо, будуть пропальпірованні деякі внутрішні органи (шлунок, печінка, яєчники у жінок тощо).
Обов'язково призначається рентгенограма кістки. Коли пухлина є, її видно на рентгенівських знімках. Різні новоутворення кісток, на рентгенівських знімках мають різні характеристики.
Якщо ж по рентгенівському знімку важко визначити який процес протікає на ураженій ділянці кістки, то лікарі призначають МРТ (магнітно-резонансна томографія) і КТ (комп'ютерна томографія). Коли місце пухлини доступне, проводиться біопсія, тобто береться зразок тканини з новоутворення, що досліджується під мікроскопом.

## Лікування

### Доброякісні пухлини
У багатьох випадках, доброякісні пухлини лікувати не треба, їх просто спостерігають, щоб не пропустити погіршення стану. Часто трапляється, особливо у дітей, що з плином часу, доброякісні пухлини кістки зникають самі по собі.
Іноді доброякісні пухлини кістки лікують терапевтичними методами. Призначення ліків залежить від типу пухлини, віку хворого та його фізичного стану.

### Злоякісні пухлини
Рак кістки, якого б типу він не був, лікують кілька фахівців. Зазвичай в команду лікарів входять: онколог, ортопед, радіолог.
Лікування злоякісної пухлини кістки залежить від кількох факторів, головними з яких є:
- Локалізація пухлини.
- Стадія хвороби.
- Метастази.

#### Деякі методи лікування
- Променева терапія. При променевій терапії використовують високі дози рентгенівського випромінювання, яким і вбивають ракові клітини. Зазвичай після проведення курсу променевої терапії пухлина зменшується.
- Системне лікування (хімієтерапія). Призначення хімієтерапії таке ж, як і у променевої терапії, тобто знищення пухлинних клітин. Призначають хімієтерапію, коли є висока ймовірність метастазування пухлини.
- Часто, в поєднанні з променевою та хімієтерапією, використовується такий метод лікування як хірургічне втручання.
  - Деякі доброякісні пухлини можуть з часом переродитися і стати злоякісними, тобто почати метастазування. Якщо лікар припускає хоч найменшу можливість такого перебігу хвороби, то без зволікання призначається хірургічне лікування (видалення) новоутворення. Буває що доброякісні пухлини, хоч і не метастазують, але неодноразово знову і знову «відроджуються» на одному і тому ж місці.
  - Лікування злоякісної пухлини кістки в обов'язковому порядку передбачає операцію:
    - Щадна операція — під час такої процедури видаляють новоутворення, але у міру сил зберігають прилеглі м'язи, сухожилля, нерви і кровоносні судини. Вирізана ділянка кістки замінюється металевим або кістяним імплантатом.
    - Ампутація — така операція передбачає видалення кінцівки (руки, ноги). Лікарі йдуть на ампутацію, коли в процес залучені нерви і кровоносні судини.